# Quiara Alegría Hudes
Quiara Alegría Hudes (Filadelfia, 5 ottobre 1977) è una drammaturga, paroliera, sceneggiatrice e produttrice cinematografica statunitense con cittadinanza portoricana, vincitrice del Premio Pulitzer per la drammaturgia nel 2012.

## Biografia
Nata a Filadelfia da madre portoricana e padre ebreo statunitense, Hudes ha studiato musica a Yale e drammaturgia all'Università Brown. Ha ottenuto un primo successo nel 2007 con la sua pièce Elliot, a Soldier's Fugue in scena nell'Off Broadway; il dramma valse alla Hudes la sua prima candidatura al Premio Pulitzer. Nello stesso anno ottenne un altro grande successo di critica e pubblica scrivendo il libretto del musical In the Heights su colonna sonora di Lin-Manuel Miranda; il musical si rivelò un successo sia nell'Off Broadway che a Broadway e valse alla Hudes una seconda candidatura al Premio Pulitzer nel 2009. Sempre nel 2009 In the Heights vinse il prestigioso Tony Award al miglior musical.
Nel 2012 vinse il Premio Pulitzer alla drammaturgia per la sua opera Water by the Spoonful, che vedeva come protagonista gli stessi personaggi del suo precedente dramma Elliot. Negli anni successivi ha scritto The Happiest Song Plays Last (2013) - il terzo capitolo della trilogia di Eliot - Lulu's Golden Shoes (2015), The Good Peaches (2016), Daphne's Dive (2016) e il musical Miss You Like Hell (2016). Nel 2020 ha sceneggiato e co-prodotto l'omonimo adattamento cinematografico di In the Heights per la regia di Jon M. Chu.

## Filmografia

### Sceneggiatrice
- In the Heights - Sognando a New York (In the Heights), regia di Jon M. Chu (2021)
- Vivo, regia Kirk DeMicco (2021)

### Produttrice
- In the Heights - Sognando a New York (In the Heights), regia di Jon M. Chu (2021)